# Coelogyne holochila
Coelogyne holochila är en orkidéart som beskrevs av Peter Francis Hunt och Victor Samuel Summerhayes.
Coelogyne holochila ingår i släktet Coelogyne och familjen orkidéer. Inga underarter finns listade i Catalogue of Life.